# Diego Bertie
Diego Felipe Bertie Brigbardello (Lima, 2 de Novembro de 1967 – Lima, 5 de agosto de 2022) foi um ator e cantor peruano. Já participou de várias produções em quase toda América Latina (Peru, Venezuela, Brasil e Colômbia) e Estados Unidos.

## Vida pessoal
Em 8 de março de 1997 casou-se com a psicóloga Viviana Monge Valle Riestra, com quem teve uma filha chamada Aíssa, nascida em 1998.
Em 2022, ela se assumiu bissexual no programa de televisão MagalyTV, la firma, onde também confirmou que teve um breve relacionamento amoroso com o escritor Jaime Bayly.

## Trabalhos

### Na televisão
- El Hombre que debe morir (Baby) - TV Panamericana - 1989 - Novela Peruana
- Natacha (Pedro) - TV Panamericana - 1990 - Novela Peruana
- El Quemao (Sergio) - TV Iguana - 1994 - Mini-Série Peruana
- Canela (Adrian) - TV Panamericana - 1995 - Novela Peruana
- Obsesión (Leonardo Ratto) - TV Iguana - 1996 - Novela Peruana
- La Noche (Martin Falcón) - TV Iguana - 1996 - Novela Peruana
- Leonela (Pedro Luis Guerra) - América TV - 1997 - Novela Peruana
- Cosas del Amor (Gonzalo `Chalo´ García León) - América TV - 1998 - Novela Peruana
- Amantes de luna llena (Simón Luna) - Venevisión - 2000 - Novela Venezuelana
- Cazando un Millonario (Felipe Cstillo) - Venevisión - 2001 - Novela Venezuelana
- Vale Todo (Iván Meireles) - TV Globo e Telemundo - 2002 - Novela Brasileira e Latina
- Eva del Eden (Padre Roldán Astorga) - Chorna Prod. Frecuencia Latina - 2004 - Novela Peruana
- Decisiones (várias personagens) - Telemundo e RTI - 2005 - Seriado Colombiano e Latino
- La Ex (Sergio) - Caracol TV - 2006 - Novela Colombiana
- Tiempo Final (Miguel) - Fox Telecolombia e RCN Televisión - 2007 - Seriado Colombiano
- Yuru, la princesa amazónica (2007)
- Bermúdez (2009) Gonzalo Lleras

### Música
- Álbum: Cuando Llega el Amor:

1. Noche de Placer
2. Buenos Días Angel
3. Carla
4. Una Historia de Amor
5. Yo No Creo Más en ti
6. Cuando Llega el Amor
7. Carrousel
8. Puede ser
9. Cada Segundo, Amor
10. La Calle
11. Donde tu vas

### Extras
1. Que difícil es amor
2. Mentirosa

## Morte
No dia 5 de agosto de 2022, nas primeiras horas da madrugada, ele foi encontrado por um segurança após cair do 14º andar do prédio onde morava no bairro de Miraflores - Lima, e morreu a caminho do hospital.